# Nina Georgievna da Rússia
Nina Georgievna da Rússia (20 de junho de 1901 - 27 de fevereiro de 1974) foi a filha mais velha do Grão-duque Jorge Mikhailovich e da Grã-duquesa Maria Georgievna da Rússia. Ela deixou a Rússia antes da Revolução de 1917 com a sua mãe e irmã mais nova e as três passaram a maior parte da Primeira Guerra Mundial na Inglaterra. Casou-se com o Príncipe Paulo Chavchavadze e passou o resto da vida no exílio, primeiro em Inglaterra e depois nos Estados Unidos.

## Primeiros anos
A Princesa Nina nasceu em Mikhailovskoe, o palácio do seu avô paterno, o Grão-duque Miguel Nikolaevich da Rússia. Através do seu pai era um membro da família Romanov e Princesa Imperial por ser uma bisneta do Czar Nicolau I. A mãe de Nina era uma Princesa da Grécia e Dinamarca. Pelo lado da mãe, Nina era bisneta do Rei Cristiano IX da Dinamarca e parente de grande parte das famílias reais europeias.

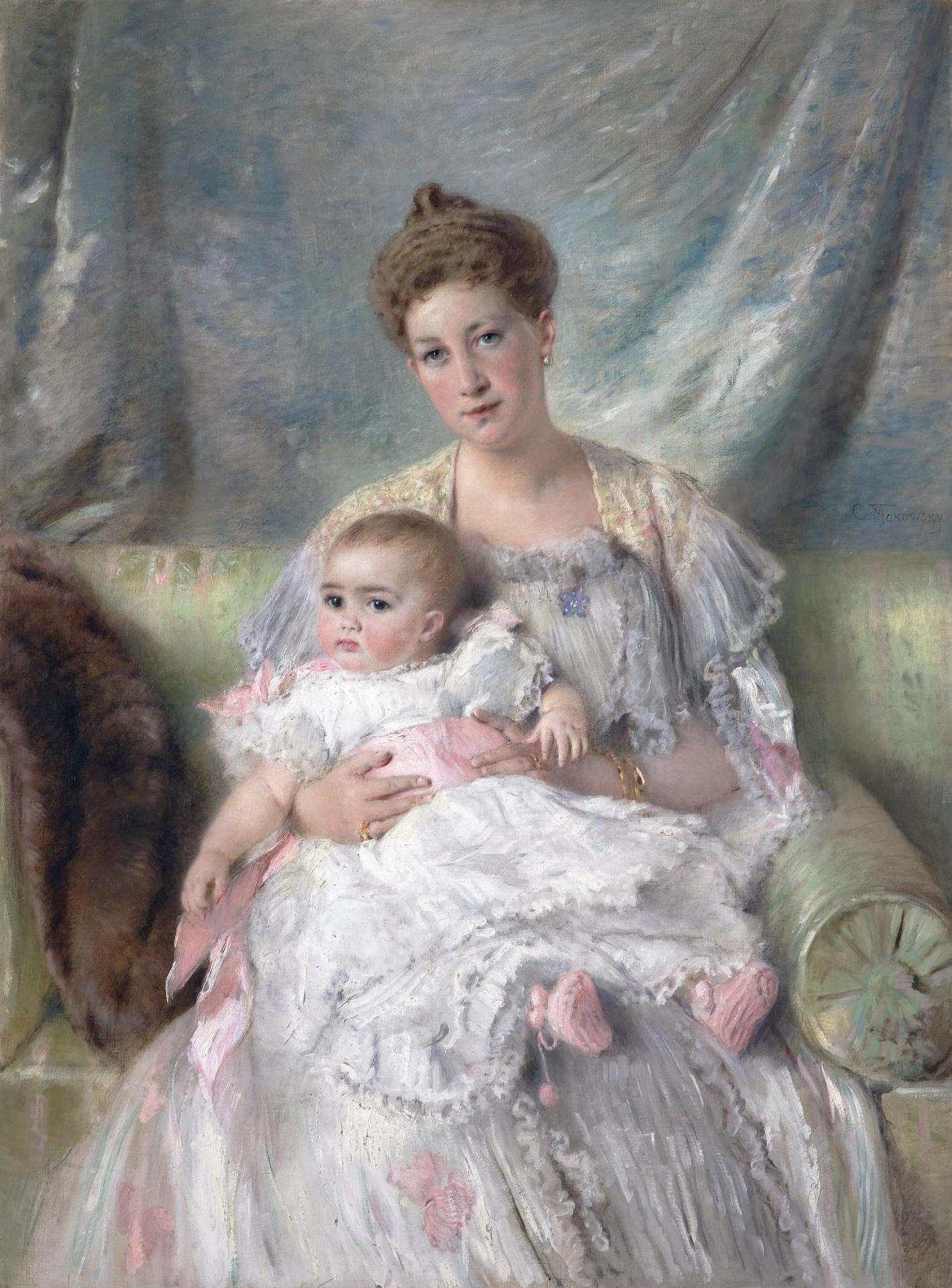
Pintura de Nina, quando bebê, com a mãe Maria, por Konstantin Makovsky

Nina passou os primeiros anos da vida em aposentos do Palácio de Mikhailovsky, nos arredores de São Petersburgo. Em 1905, a família mudou-se para um palácio mais pequeno e recém-construído na Crimeia. Construído em estilo inglês, a propriedade tinha o nome grego de Harax e, por nove anos, a família viveu uma vida calma. Sendo da mesma idade da filha mais nova do Czar Nicolau II, a Grã-duquesa Anastásia, tanto Nina como a irmã Xenia brincavam com ela ocasionalmente, quando estavam de visitas a São Petersburgo. Mais tarde, Nina contaria que Anastásia tinha inveja dela por ser mais alta.
O casamento dos pais de Nina não era feliz. O Grão-duque Jorge era um pai devoto e as suas filhas eram muito chegadas a ele, mas a Grã-duquesa Maria Georgievna nunca gostou da Rússia e, com o tempo, começou a afastar-se do seu marido. Em junho de 1914, Maria levou as suas duas filhas para Inglaterra com o pretexto de melhorar a saúde delas, mas na verdade queria separar-se do seu marido. Quando a Primeira Guerra Mundial rebentou apenas um mês depois da sua partida, a Grã-duquesa não se apressou em regressar até ao momento em que isso se tornou demasiado perigoso. A Princesa Nina e a irmã nunca mais voltaram a ver o pai.
No dia 30 de Janeiro de 1919, Jorge foi assassinado por bolcheviques juntamente com dois dos seus tios e um primo distante em consequência da Revolução Russa. No ano anterior já tinham sido assassinados vários membros da família Romanov, incluindo as suas primas (incluindo a famosa Grã-duquesa Anastásia Nikolaevna), o seu primo mais novo e os pais no dia 17 de Julho de 1918.
Tanto Nina como a irmã ficaram destroçadas com a morte do pai e ficaram ressentidas com a mãe por as ter separado dele. Este ressentimento levou a que ambas se casassem bastante cedo.

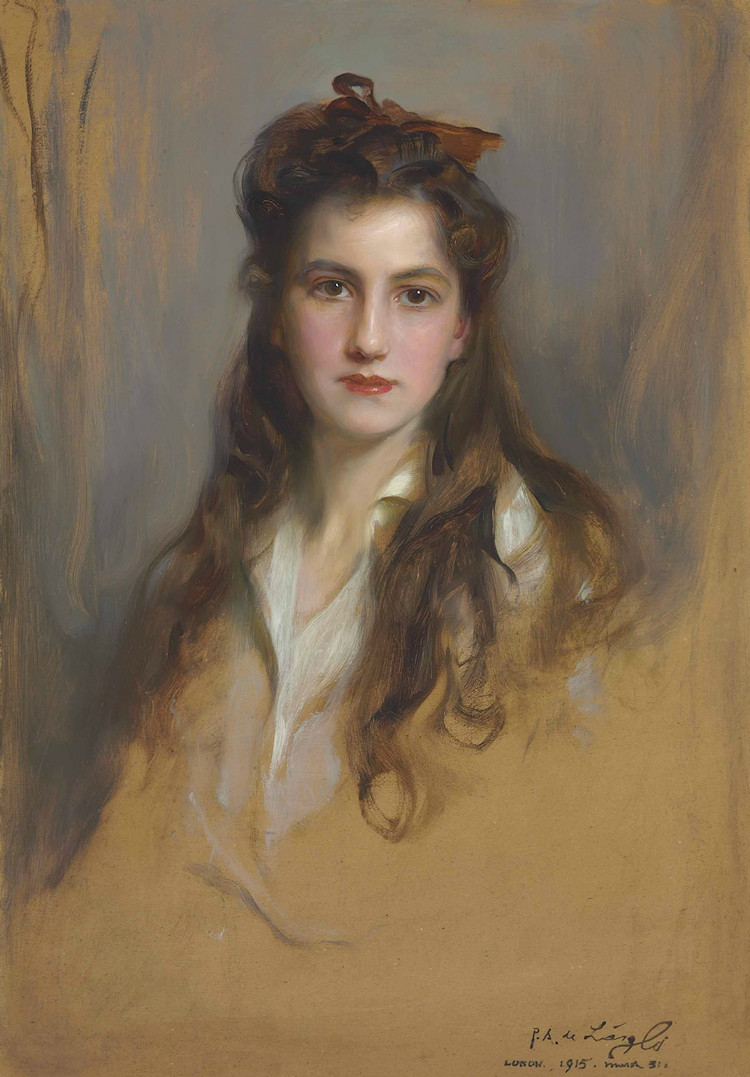
Retrato de Nina em 1915, por Philip de László

## Casamento
A Princesa Nina casou-se com o Príncipe Paul Alexandrovich Chavchavadze (1899-1971) no dia 3 de Setembro de 1922 em Londres. Paul Chavchavadze era um descendente da família real da Geórgia. Tinham-se visto pela primeira vez quando ele tinha nove anos e ela sete, numa festa realizada na Embaixada britânica em Roma, em 1908. O segundo encontro aconteceu em Londres, muitos anos depois. Quando se casaram, o mundo que conheciam tinha mudado completamente, com o colapso do sistema feudal na Rússia, a ascensão dos bolcheviques e a anexação da Geórgia pela União Soviética. Grande parte das suas fortunas tinha sido perdida na revolução, mas eles nunca se queixaram das suas perdas materiais. O Príncipe Paul, que também tinha perdido o seu pai às mãos dos bolcheviques, cumpriu serviço militar em dois continentes. O casal só teve um filho: David Chavchavadze, nascido em 1924 em Londres, que se tornaria num conhecido escritor.
Em 1927, a Princesa Nina mudou-se com a sua família para os Estados Unidos, instalando-se em Nova Iorque. Em 1939 mudaram-se para Wellfleet, em Massachusetts. A Princesa Nina era uma artista e o seu marido escritor. Tinha cinco livros da sua autoria publicados e ainda várias traduções. O seu filho David, graças aos seus conhecimentos de Russo, acabou por se tornar agente da CIA. Depois de se reformar, escreveu um livro sobre os Grão-duques da Rússia. O marido de Nina morreu em 1971. Ela viveu apenas mais dois anos, tendo falecido em Hyannis, Massachusetts, em 1974, quando tinha 72 anos. O seu filho tem descendentes.